# Грозовое (Херсонская область)
Грозовое (укр. Грозове) — село в Белозёрской поселковой общине Херсонского района Херсонской области Украины.
Почтовый индекс — 75014. Телефонный код — 5547. Код КОАТУУ — 6520385802.

## Население
Население по переписи 2001 года составляло 162 человека.

### Языковой состав
Родной язык населения по данным переписи 2001 года:
| Язык       | Численность, чел. | Доля     |
| ---------- | ----------------- | -------- |
| Украинский | 132               | 81,48 %  |
| Русский    | 6                 | 3,70 %   |
| Молдавский | 2                 | 1,24 %   |
| Другое     | 22                | 13,58 %  |
| Итого      | 162               | 100,00 % |

## Местный совет
75014, Херсонская обл., Белозёрский р-н, пос. Миролюбовка, ул. Зелёная, 24